# Голди, Лесли
Ле́сли Го́лди (англ. Lesley Goldie) — британская актриса.

## Карьера
Лесли Голди — британская актриса начала и середины семидесятых годов, известная своим участием в «Шоу Бенни Хилла».
Работала также с такими актёрами, как Майк и Берни Уинтерсы, Френки Хоуэрд, Джимми Тарбук и Дес О’Коннор.
Принимала участие в передачах «Благослови этот дом» (Bless This House), «Отец-холостяк» (Bachelor Father), «Папа, дорогой папа» (Father, Dear Father), сериале «Невероятные истории» (Tales of the Unexpected), фильме по мотивам ситкома «Возлюби ближнего своего» (Love Thy Neighbour). Играла в театре.
В конце семидесятых начала работать учителем английского языка. По состоянию на 2014 год, работает дизайнером интерьеров.